# Abbaye bénédictine de Wismar
L’abbaye de Wismar est une ancienne abbaye probablement fondée entre  1180 et 1239 par les bénédictins et reprise par les franciscains après 1251 à Wismar, dans le Land de Mecklembourg-Poméranie-Occidentale et l'ancien diocèse de Ratzebourg (de). Il s'agit sans doute une confusion de nom avec l'abbaye bénédictine de Cismar.

## Histoire
Selon la tradition, un monastère est fondé à Wismar par des moines bénédictins avant 1239, peut-être dès 1180, à la limite d'un village de marchands wendes situé entre la vieille et la nouvelle ville. On ne trouve pas de document. Le pasteur Leuckfeld mentionne le monastère bénédictin dans une déclaration envoyée à Rome par des monastères bénédictins allemands In ducatu Megalopolensi est monasterium Vismariense.
Les premiers moines seraient venus de l'abbaye Saint-Gilles de Brunswick en passant par Lübeck à Wismar. L'église abbatiale est élevée en 1180 avec le soutien de l'évêque Henri de Lübeck (de), mais n'est pas une église de ville. Henri fut moine à l'abbaye Saint-Gilles de Brunswick, l'abbé en 1162 et en 1173 évêque de Lübeck. À Lübeck, en 1177, il fonde l'abbaye Saint-Jean de Lübeck et l'occupe avec des moines bénédictins de Brunswick. Au plus tard en 1230, après des litiges sur les mœurs avec l'abbaye Saint-Jean de Lübeck, des moines de Cismar viennent à Wismar pour agrandir le monastère de Wismar et aussi pour acheter des fermes monastiques et des domaines.
Les moines de Wismar auraient quitté le monastère bénédictin au plus tard lors de l'immigration des franciscains en 1251/1252 et doivent aller selon une convention monastique de 1231 aller de Lübeck à Cismar.
Les déclarations se basent sur des recherches de Dietrich Schröder au XVIIIe siècle, qui se réfère à Bernhard Latomus (de). Ingo Ulpts montre que les deux auteurs font une confusion de nom en raison d'erreurs de lecture d'anciens documents et que, au lieu de Wismar, il s'agit de Cismar ; ainsi, quand Schröder mentionne Wismar dans le diocèse de Lübeck, alors que Wismar est dans l'évêché de Ratzebourg (de) et Cismar est cependant bien dans la principauté épiscopale de Lübeck. L'existence d'un monastère bénédictin à Wismar appelle des éclaircissements.
L'abbé Wiprecht et le prieur Johann II de l'abbaye de Cismar achètent en mai 1318 au conseiller de Wismar Johannes de Crukow une ferme pour 36 marks slaves, à Martinus von Ighelowe une ferme pour six marks slaves et Johannes Vrese une ferme pour 20 marks slaves. Elle se trouvaient toutes dans l'actuel Claus-Jesup-Straße, l'emplacement exact des parcelles est inconnu. Le 8 juillet 1374, les moines vendent à nouveau la ferme qu'ils avaient construite. Le monastère garde les villages de Mittel Wendorf et Hinter Wendorf sur l'île de Poel. À cause de la dette du couvent du monastère de Cismar en Holstein, le monastère vend en 1328 Westergollwitz et Ostergollwitz et en 1329 à Vorwerk et Malchow sur l'île de Poel. Le 29 novembre 1338, le monastère vend aux héritiers du citoyen de Wismar Bernhard de Norvège et d'autres contre une pension de 15 marks.